# Prima Repubblica del Turkestan orientale
La Prima Repubblica del Turkestan orientale (ETR), ufficialmente Repubblica islamica del Turkestan orientale (in lingua uigura شەرقىي تۈركىستان ئىسلام جۇمھۇرىيىتى, Шәрқий Түркистан Ислам Җумхурийити, transliterata in Sherqiy Türkistan Islam Jumhuriyiti), fu un'aspirante repubblica islamica, di breve durata, fondata il 12 novembre 1933. Era centrata sulla città di Kashgar in quella che è oggi la Repubblica Popolare Cinese - amministrata dall'autonoma regione dello Xinjiang. Sebbene fosse principalmente il prodotto di un movimento indipendentista della popolazione uigura, l'ETR era costituita da popoli di etnia turca, compresi kirghisi e altri popoli turchi, sia nel governo che tra la popolazione.
Con il saccheggio di Kashgar del 1934, da parte dei signori della guerra Hui nominalmente alleati con il governo Kuomintang di Nanchino, la prima ETR venne velocemente eliminata. Il suo esempio, un decennio più tardi, servì in certa misura come fonte d'ispirazione per la fondazione della Seconda Repubblica del Turkestan orientale. Isa Alptekin fu il segretario generale della prima repubblica del Turkestan orientale.

## Origini del movimento ETR
Gli stimoli del separatismo uiguro durante il XX secolo furono fortemente influenzati dal movimento turco jadid, che si diffuse tra gli uiguri più ricchi, ispirati alle nozioni di panturchismo, visto che avevano viaggiato all'estero in Turchia, Europa e Russia ed erano tornati a casa determinati a modernizzare e sviluppare il sistema educativo nello Xinjiang. La prima grande scuola fondata sul modello europeo si trovava al di fuori di Kashgar e, a differenza dei curricula tradizionali delle madrase, si concentrava su aree più tecniche di studio come scienze, matematica, storia e studi linguistici. Lo jadidismo sottolineava il potere dell'istruzione come strumento per l'autosviluppo personale e nazionale, uno sviluppo che sicuramente avrebbe sconvolto lo status quo tradizionale nello Xinjiang. Il governatore dello Xinjiang, Yang Zengxin (楊 增 新), rispose chiudendo o interferendo con le operazioni di molte delle nuove scuole.
La nascita dell'Unione Sovietica e del socialismo nelle Repubbliche dell'Asia centrale influenzò anche gli uiguri, aumentando la popolarità dei movimenti separatisti nazionalisti e la diffusione del messaggio comunista. Sebbene un'organizzazione locale rivoluzionaria comunista era stata fondata nello Xinjiang nel 1921, l'area servì anche da rifugio per molti intellettuali in fuga dall'avvento del comunismo sovietico in Asia centrale, che formò una corrente all'interno del movimento nazionalista turco dello Xinjiang.
La situazione nello Xinjiang si deteriorò con l'assassinio di Yang Zengxin nel 1928 e l'ascesa al potere del suo vice, Jin Shuren (金樹仁), che si dichiarò governatore dopo l'arresto e l'esecuzione dell'assassino di Yang, un ufficiale rivale chiamato Fan Yaonan (樊耀南) che aveva programmato di assumere la posizione. Autocratico, corrotto e inefficace nella gestione dello sviluppo della provincia, Jin si inimicò ulteriormente con la popolazione reintroducendo le politiche di cinesizzazione, aumentando le tasse, vietando la partecipazione all'hajj e inserendo funzionari Han in sostituzione dei capi locali.

## Ribellione

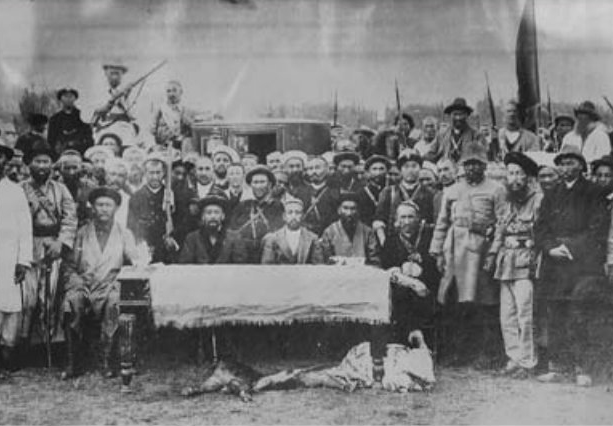
Ribelli uiguri

La situazione precipitò nel 1930, quando morì Shah Mexsut khan di Kumul (Hami) nell'est dello Xinjiang. Nelle politiche portate avanti dalla dinastia Qing, al khan era stato permesso di continuare il suo dominio ereditario sull'area, coerentemente con i principi di feudalesimo o satrapia. L'importanza del territorio di Hami, strategicamente situato a cavallo della strada principale che collegava la provincia alla Cina orientale e ricca di terreni agricoli non sviluppati, insieme al desiderio del governo di consolidare il potere ed eliminare la vecchia pratica del dominio indiretto, condusse Jin ad abolire il khanato e ad asserire il dominio diretto dopo la morte di Shah Mexsut.
Jin Shuren procedette poi a raddoppiare le tasse agricole sulla popolazione uigura locale, espropriando terreni agricoli scelti che distribuì tra gli Han cinesi rifugiati dalla vicina provincia di Gansu, sovvenzionando i loro sforzi e il reinsediamento degli uiguri sfollati in terreni di scarsa qualità vicino al deserto. La nuova guarnigione di stanza ad Hami si dimostrò ancora più antagonista, e nel 1931, in tutta l'area stavano emergendo rivolte e movimenti di resistenza. L'ultima mossa, che fece precipitare la situazione, accadde nel febbraio del 1931 quando un ufficiale cinese etnico di nome Chieng desiderò sposare una ragazza uigura proveniente da un villaggio fuori Hami. Le fonti uigure di solito affermano che la ragazza era stata stuprata o che la famiglia era stata obbligata, ma poiché la legge islamica proibiva alle ragazze musulmane di sposare uomini non musulmani era chiaramente offensivo per la comunità uigura.
La ribellione scoppiò il 20 febbraio 1931, con il massacro di Chieng e dei suoi 33 soldati alla cerimonia nuziale. Furono uccisi anche 120 rifugiati cinesi Han del Gansu. Non furono solo gli uiguri a ribellarsi, ma anche i comandanti Kazaki, Kirghisi, Han cinesi e Hui si rivoltarono contro il governo di Jin, anche se occasionalmente combattevano l'uno contro l'altro.
Il governo sovietico complicò ulteriormente la situazione mandando truppe a soccorrere Jin e il suo comandante militare Sheng Shicai (盛世才), così come fecero i russi bianchi profughi dall'Unione Sovietica e che vivevano nella regione della valle del fiume Ili.
I principali scontri erano inizialmente incentrati su Ürümqi, che le forze Hui posero sotto assedio finché le truppe di Sheng Shicai non vennero rinforzate da soldati russi bianchi e della Manciuria che erano già fuggiti dall'invasione giapponese del nord-est della Cina. Nell'aprile del 1933, Jin fu deposto da una combinazione di queste forze e gli succedette Sheng, che godeva del sostegno sovietico. Adeguatamente rafforzato, Sheng divise le forze opposte attorno a Ürümqi offrendo a diversi uiguri (guidati da Xoja Niyaz Hajji, consigliere del recentemente deceduto khan di Hami) posizioni di potere nello Xinjiang meridionale se avessero accettato di lasciare gli eserciti Hui a nord, guidati da Ma Zhongying (馬仲英).
Nel frattempo un'altra fazione Hui nello Xinjiang meridionale, aveva stretto un'alleanza con le forze uigure situate intorno a Kucha sotto la guida di Timur Beg e proceduto a marciare verso Kashgar. La forza congiunta di uiguri e Hui che circondava la città si spaccò nuovamente, mentre il comandante Hui Ma Zhancang (馬占 倉) si alleò con il rappresentante locale dell'autorità provinciale, un compagno Hui chiamato Ma Shaowu (馬紹武), e attaccò le forze uigure uccidendo Timur Beg.
In precedenza era scoppiata una ribellione dei Kirghisi nello Xinjiang, guidata dal capo kirghiso Id Mirab, annientata da Ma Shaowu. L'Unione Sovietica era stata coinvolta anche nella lotta contro i ribelli, che si erano riversati nella parte sovietica.

## Fondazione della ETR

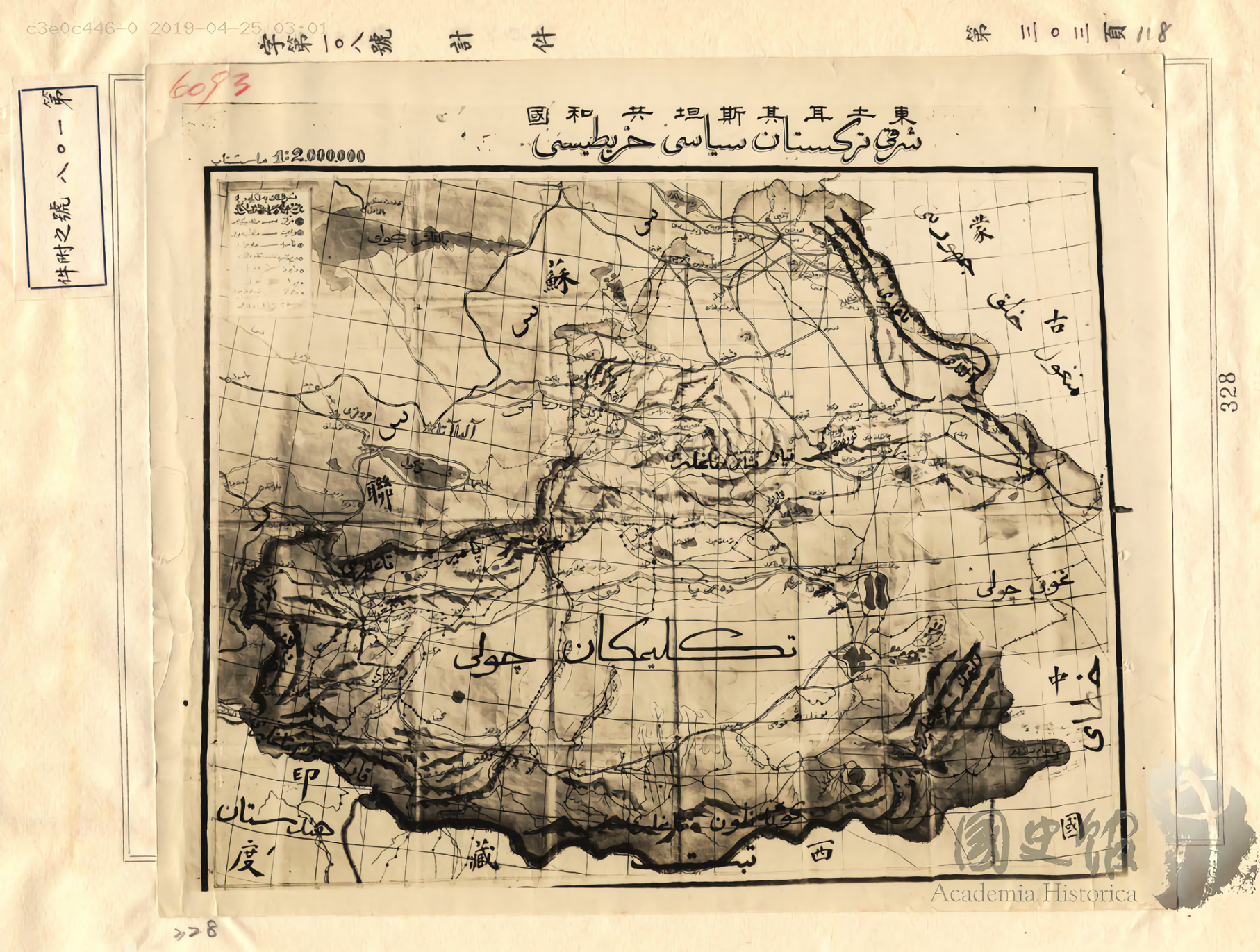
Mappa politica della Repubblica del Turkestan orientale nel 1947

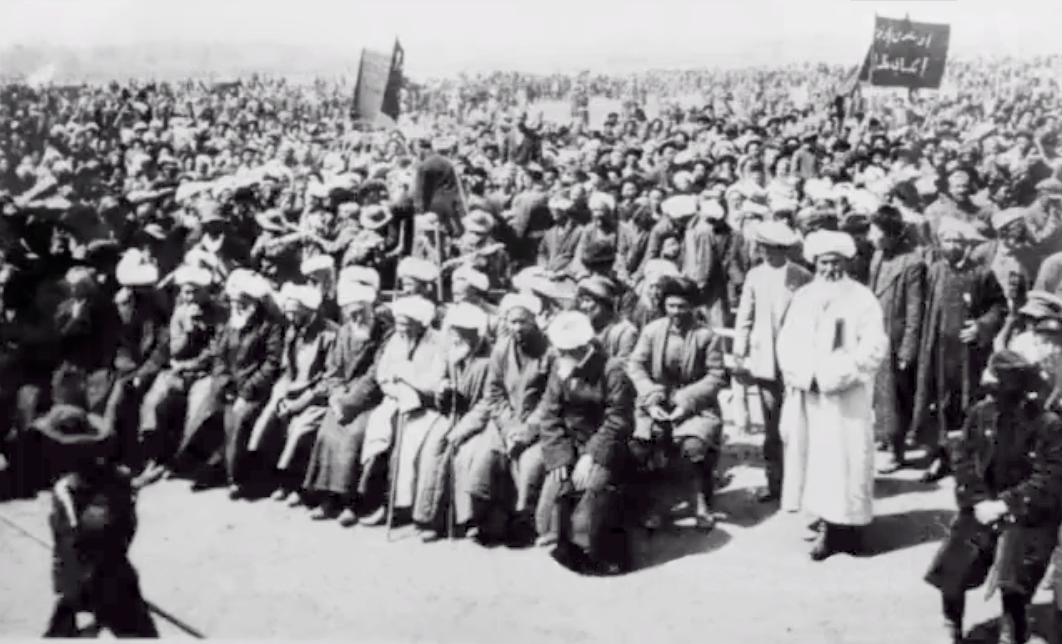
Fondazione della Repubblica islamica turca del Turkistan orientale, il 12 novembre 1933, a Kashgar

L'Associazione per l'indipendenza del Turkestan orientale stampava un giornale chiamato Indipendenza (Istqlāl).
Mentre accadeva ciò, nella vicina città meridionale di Khotan, tre fratelli della ricca famiglia Bughra, Muhammad Amin Bughra, Abdullah Bughra e Nur Ahmad Jan Bughra, educati alla tradizione jadid, guidarono una ribellione di minatori d'oro che lavoravano nelle miniere di Surghak, vicino alla città di Keriya, oltre che nei fiumi Yurungkash e Karakash, e si erano stabiliti come emiri della città, dopo aver proclamato l'Emirato di Khotan e l'indipendenza dalla Cina, il 16 marzo 1933.
Il capo dei minatori d'oro del Karakash, Ismail Khan Khoja, inviò un messaggio al governatore Jin Shuren: "Gli infedeli sciocchi come te non sono idonei a governare. ... Gli infedeli pensano che tu abbia fucili, pistole e ... soldi, puoi dipendere da loro, ma noi dipendiamo da Dio nelle cui mani ci sono le nostre vite".
Le autorità provinciali locali e le loro truppe furono annientati dai minatori in tutto il Khotan, la rara popolazione cinese nella maggior parte dei casi salvò la vita e le proprietà, ma fu costretta ad accettare l'Islam sotto la minaccia dell'esecuzione capitale. Durante il successo bombardamento di Khotan, il 16 marzo 1933, sia il Tesoro che l'Arsenale furono catturati dai ribelli, ottenendo migliaia di fucili e più di una tonnellata di oro. Nel luglio del 1933 l'Emirato di Khotan inviò uno dei tre fratelli, Shahmansur, noto anche come Emir Abdullah, e un ex editore chiamato Sabit Damolla a Kashgar, dove venne creato l'Ufficio degli affari di Khotan, guidato da Muhammad Amin Bughra. Nell'autunno di quell'anno, l'ufficio aveva perso molti dei suoi legami con il governo di Khotan e si era riformato nella multietnica, quasi nazionalista Associazione per l'indipendenza del Turkestan orientale, che attinse pesantemente a idee di riformismo islamico, nazionalismo e jadidismo.
Dungani, Han e sovietici furono tutti visti come nemici della Prima Repubblica del Turkestan orientale.
Nel novembre del 1933, Sabit Damolla dichiarò l'insediamento della Repubblica del Turkestan orientale con Hoja-Niyaz come suo presidente, nonostante il fatto che il rispettato comandante fosse impegnato a combattere nello Xinjiang settentrionale e avesse alleato le sue forze con quelle di Sheng Shicai. La proclamazione originale era estremamente anti-dungani e anti-han e conteneva tali parole:
(Sabit Damulla Abdulbaki)
Tungani, Dungani, e Hui significano la stessa cosa: musulmani di lingua cinese, Hui.
Il 12 novembre 1933 fu proclamata una repubblica indipendente (Repubblica islamica turca del Turkestan orientale (TIRET) o Repubblica di Uyghurstan, entrambi i nomi furono usati allo stesso tempo). Questo evento venne organizzato domenica mattina in un raduno di massa sulle rive del fiume Tuman, al di fuori di Kashgar, con la partecipazione di circa 7.000 soldati e 13.000 civili, inclusi insegnanti e studenti delle scuole, che tennero discorsi insieme ai "ministri" nominati dalla repubblica indipendente. A mezzogiorno il cannone sparò 41 volte e la folla si diresse verso la città vecchia di Kashgar, sventolando bandiere blu di indipendenza, e la manifestazione continuò sulla piazza di fronte alla moschea di Id Kah e altri discorsi furono pronunciati dal fronte della Moschea, dove Sabit Damulla fu il relatore principale.
Creata distintamente dall'emirato di Khotan, l'ETR rivendicava autorità sul territorio che si estendeva da Aksu lungo il bordo settentrionale del bacino del fiume Tarim fino a Khotan nel sud. In realtà, nel novembre del 1933, Hoja Niyaz non aderì alla Repubblica e mantenne un'amministrazione separata ad Aksu, che era coinvolta nelle trattative con l'Unione Sovietica. In effetti, il governo di Kashgar era a corto di risorse, afflitto da eccessiva inflazione e circondato da poteri ostili, comprese le forze Hui sotto Ma Zhancang. Benché fondata come repubblica multietnica, come si evince dalla scelta del nome "Turkestan orientale" usato nella sua fondazione, le prime monete del nuovo governo furono inizialmente coniate sotto il nome della "Repubblica dello Uyghurstan" ("Uyghurstan Jumhuriyiti"). In alcune fonti, è conosciuta come la "Repubblica Islamica del Turkestan orientale", suggerendo un ruolo più importante per l'Islam nel suo carattere fondatore. La portata dell'influenza dell'Islam nella fondazione dell'ETR è contestata. Mentre la costituzione si appoggiava sulla shari'a come legge guida, la tradizione modernizzante jadidista poneva accenti molto più importanti sulla riforma e lo sviluppo, che si riflettevano nei passaggi successivi della costituzione che si concentrarono sulla salute, l'istruzione e le riforme economiche. La Dichiarazione d'indipendenza del Turkestan pose la piattaforma politica, della repubblica autoproclamata, basata su nove principi fondamentali:
1. Fine della legge dittatoriale cinese nella terra del Turkestan orientale.
2. Fondazione di una Repubblica del Turkestan orientale libera e indipendente, basata sull'uguaglianza di tutte le nazionalità.
3. Promuovere l'industria, l'agricoltura, la zootecnia e le imprese private al fine di sviluppare pienamente l'economia del Turkestan orientale. Migliorare il tenore di vita delle persone.
4. Dal momento che la maggioranza della gente del Turkestan orientale crede nell'Islam, il governo appoggia particolarmente questa religione. Allo stesso tempo promuove la libertà religiosa per le altre fedi.
5. Sviluppare il livello base di istruzione, cultura e salute nel Turkestan orientale.
6. Stabilire relazioni amichevoli con tutti i paesi democratici del mondo e con i paesi limitrofi, specialmente con il Regno Unito, l'Unione Sovietica, la Turchia e la Cina.
7. Al fine di proteggere la pace nel Turkestan orientale, reclutare persone di tutte le nazionalità per costituire un forte esercito.
8. La banca, il servizio postale, il telefono e il telegrafo, le foreste e tutte le ricchezze sotterranee appartengono alla nazione.
9. Eliminare l'individualismo, l'idea della burocrazia, il nazionalismo e la corruzione tra i funzionari del governo.

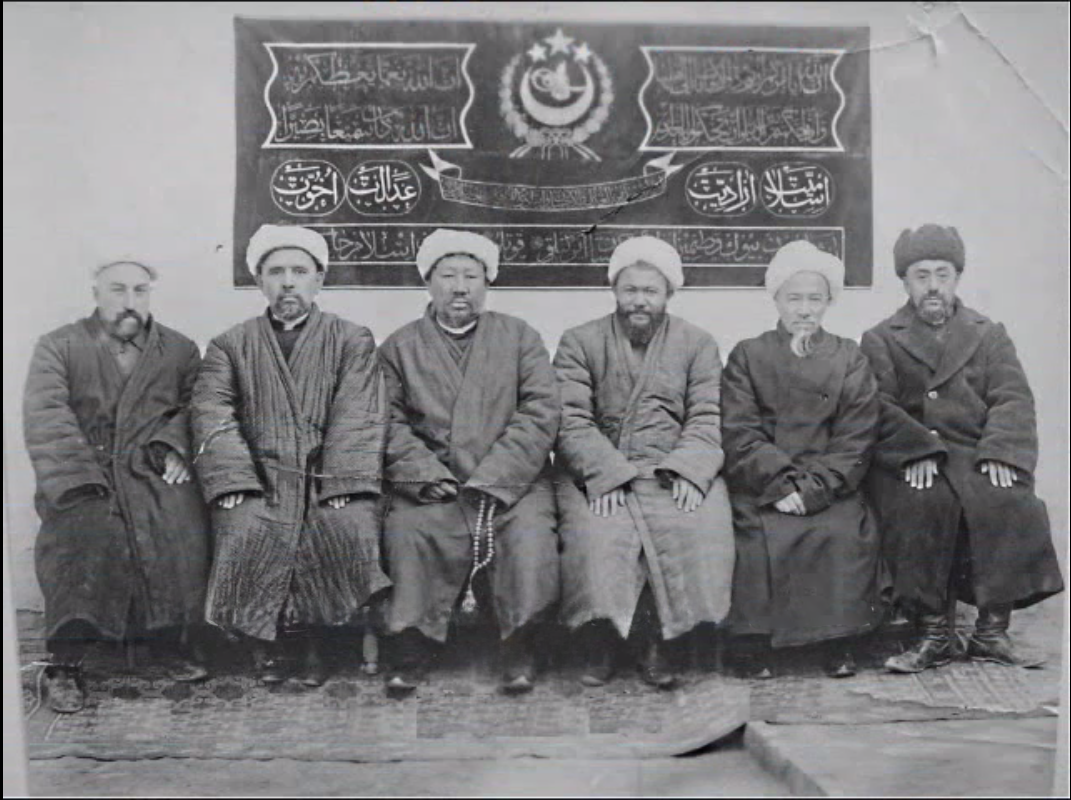
Capi della TIRET

Gli sforzi della Repubblica islamica turca del Turkestan orientale di ricevere il riconoscimento internazionale fallirono nonostante l'invio di numerose delegazioni in Unione Sovietica (Tashkent, Mosca), Afghanistan, Iran, Turchia e India britannica. L'Unione Sovietica respinse tutte le offerte di trattare con gli islamisti. A Kabul, i rappresentanti di Kashgar incontrarono il neo proclamato re dell'Afghanistan Mohammed Zahir Shah e il primo ministro Sardar Mohammad Hashim Khan, chiedendo aiuto e una fornitura di armi. Ma entrambi preferirono mantenere la neutralità e non interferire negli affari cinesi. Altri paesi reagirono allo stesso modo, rifiutando di riconoscere gli inviati come rappresentanti di un paese indipendente. Nessuna delle potenze regionali voleva sfidare l'Unione Sovietica e la Cina e impegnarsi in sanguinosi combattimenti nello Xinjiang, che avevano già causato la morte di circa 100.000 dei suoi abitanti. Ciò lasciò la nascente Repubblica, che era circondata da quasi tutti i lati da potenze ostili (Dungani, sovietici e cinesi), con pochissime possibilità di sopravvivere.
La Repubblica vedeva la partecipazione di Mahmud Muhiti, Yunus Beg e Maqsud Muhiti, un jadidista. Shams al-Din Damulla era il ministro degli Affari del Waqf mentre il ministro dell'Agricoltura era Abuhasan e Sabit Damulla era Primo ministro. Muhammad Amin Bughra, Shemsiddin Damolla, Abdukerimhan Mehsum, Sabit Damulla Abdulbaki, e Abdulqadir Damolla erano tutti jadidisti che aveva contribuito alla fondazione della Prima Repubblica del Turkestan orientale First.

## Cristiani e indù
I Bughra applicarono la legge della Shari'a mentre espellevano i missionari svedesi di base a Khotan. Chiesero il ritiro dei missionari svedesi mentre stavano promulgando la Shari'a, il 16 marzo 1933. Nel nome dell'Islam, il capo uiguro Amir Abdullah Bughra aggredì violentemente i missionari svedesi con base a Yarkand e li avrebbe voluti giustiziare, tuttavia, vennero soltanto espulsi in seguito all'intercessione della britannica Aqsaqal. Vi furono decapitazioni ed esecuzioni capitali, di musulmani che si erano convertiti al cristianesimo, ad opera dei seguaci di Amir.
Diverse centinaia di musulmani uiguri erano stati convertiti al cristianesimo da parte degli svedesi. I cristiani uiguri convertiti vennero imprigionati e uccisi. Dopo aver rifiutato di abiurare alla sua religione cristiana, venne ucciso il convertito uiguro Habil nel 1933. La Prima Repubblica del Turkestan orientale bandì i missionari svedesi e torturò i convertiti cristiani, principalmente i kirghisi e gli uiguri. La Repubblica, apertamente islamica, espulse con la forza i missionari svedesi e fu apertamente ostile al cristianesimo, sposando al contempo un'ideologia turca musulmana. Sottopose gli ex musulmani convertiti al cristianesimo, come Joseph Johannes Khan, a torture e abusi dopo che avevano rifiutato di rinunciare al cristianesimo in favore dell'Islam. Dopo che gli inglesi intervennero per liberare Khan, egli fu costretto a lasciare la sua terra e nel novembre 1933 andò a Peshawar.
La Swedish Mission Society gestiva un'organizzazione di stampa e i ribelli ne approfittarono per stampare  Vita del Turkestan orientale, su disposizione del governo capeggiato da Bughra.
Nel bazar Shamba vennero uccisi due indù per mano degli uiguri. Il 25 marzo, a Possum, avvenne il saccheggio degli oggetti di valore degli indiani britannici uccisi, e il giorno prima era successa la stessa cosa a Karghalik per mano degli uiguri. A Khotan ebbero luogo uccisioni di indù per mano dei Bughra. L'antagonismo contro gli inglesi e gli indù era molto spinto tra i ribelli uiguri turchi musulmani nella zona meridionale dello Xinjiang. A Karghalik, il 24 marzo 1933, i musulmani saccheggiarono i possedimenti di Rai Sahib Dip Chand, che era l'aksakal dei britannici, e dei suoi compagni indù. A Keryia massacrarono indiani britannici. Il distretto di Shikaripur fu l'origine della diaspora indù. Il massacro degli indù dell'India britannica fu chiamato "Oltraggio di Karghalik". I musulmani ne avevano uccisi nove. La rimozione forzata degli svedesi fu accompagnata dal massacro di indù a Khotan da parte dei ribelli islamici turchi. Gli emiri di Khotan uccisero gli indù, costrinsero gli svedesi a partire e dichiararono la shari'a a Khotan il 16 marzo 1933.

## Esercito nazionale

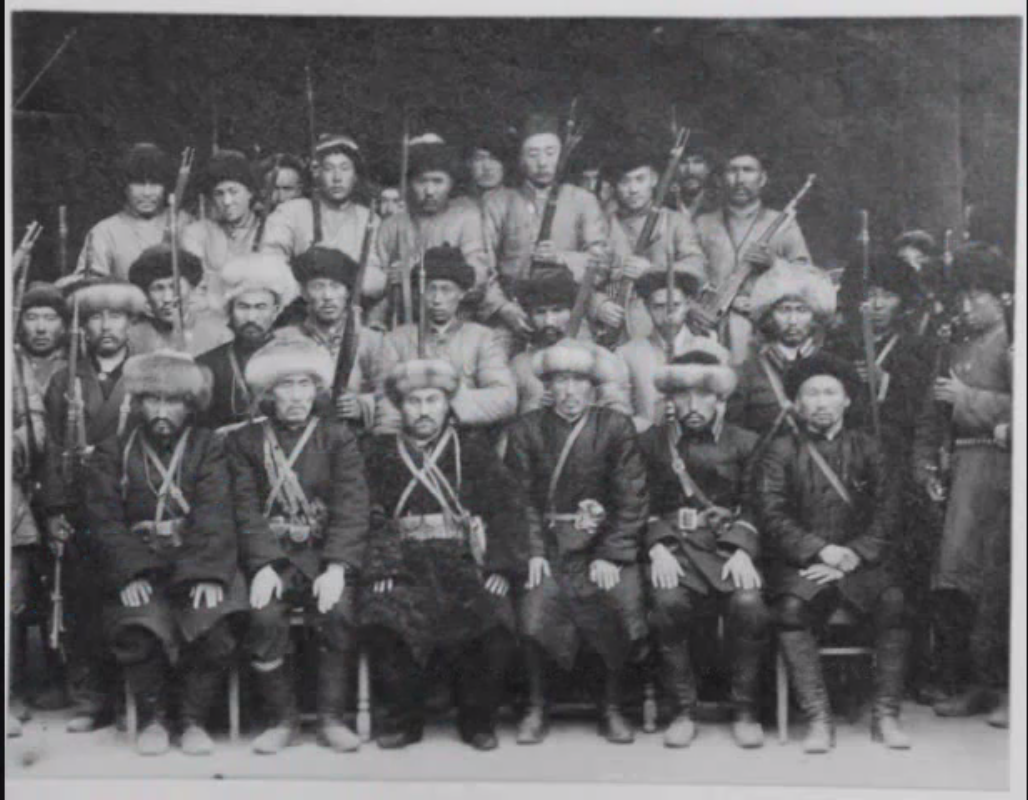
Ufficiali dell'esercito della TIRET

L'esercito nazionale della Repubblica islamica del Turkestan orientale fu fondato il 12 novembre 1933 e originariamente consisteva di due divisioni (circa 22.000 uomini), la divisione di fanteria Qeshqer (di stanza nella capitale, Qeshqer) e la Divisione di fanteria Khotan (di stanza a Khotan). All'inizio della ribellione l'esercito nazionale era scarsamente armato e mal addestrato, pertanto venne istituita un'Accademia militare, ad Atush (Artush), per addestrare i cadetti. Tutti i gruppi etnici turchi furono chiamati alle armi e ad arruolarsi nell'esercito nazionale. L'esercito era diretto dal ministro della Difesa Mehmut Muhiti (un rivoluzionario uiguro di Turfan). Sebbene la vera dimensione dell'Esercito nazionale non sia nota, è stimata in circa 40.000 - 60.000 uomini secondo fonti ufficiali sovietiche.
1. Divisione di fanteria Qeshqer
2. Divisione di fanteria Khotan
3. Brigata di cavalleria Aksu
4. Reggimento rivoluzionario Qumul (poi divenuto una divisione)
5. Brigata rivoluzionaria Turfan (poi divenuta divisione Turfan)
6. Brigata rivoluzionaria di cavalleria degli Altaj

Durante la guerra si stima vennero uccisi da 300.000 a 500.000 civili turchi. Sebbene non sia certo quanti soldati l'IRET siano morti nella guerra, si stima che siano stati uccisi circa 50.000-70.000 uomini. In alcune battaglie vennero spazzate via intere compagnie e brigate. Quando l'IRET fu smantellata, nel 1934, anche l'esercito fu smantellato (tranne che per la 6ª Divisione uigura comandata personalmente da Mehmut Muhiti).

## Fine della Prima Repubblica del Turkestan orientale

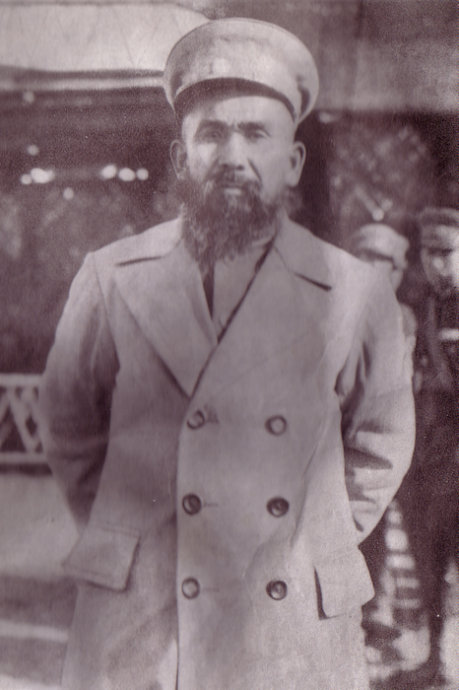
Khoja Niyaz (1889–1941?), Presidente della prima ETR (1933–1934), vice-presidente del governo dello Xinjiang (1934–1937)

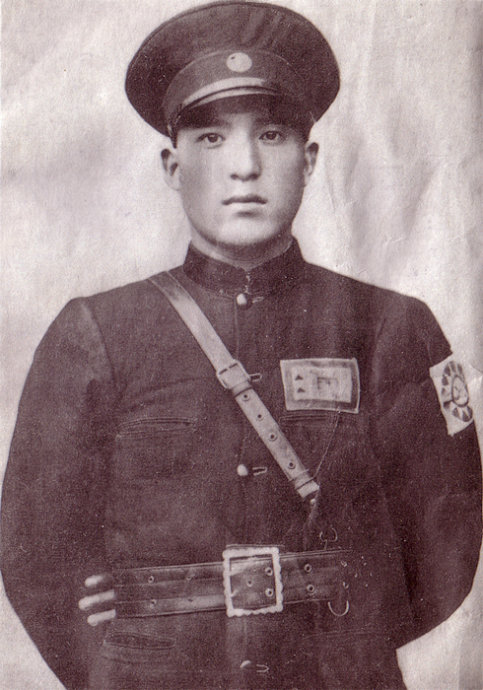
Generale Ma Zhongying (1910–1937?), comandante della 36ª divisione del KMT (1932–1934)

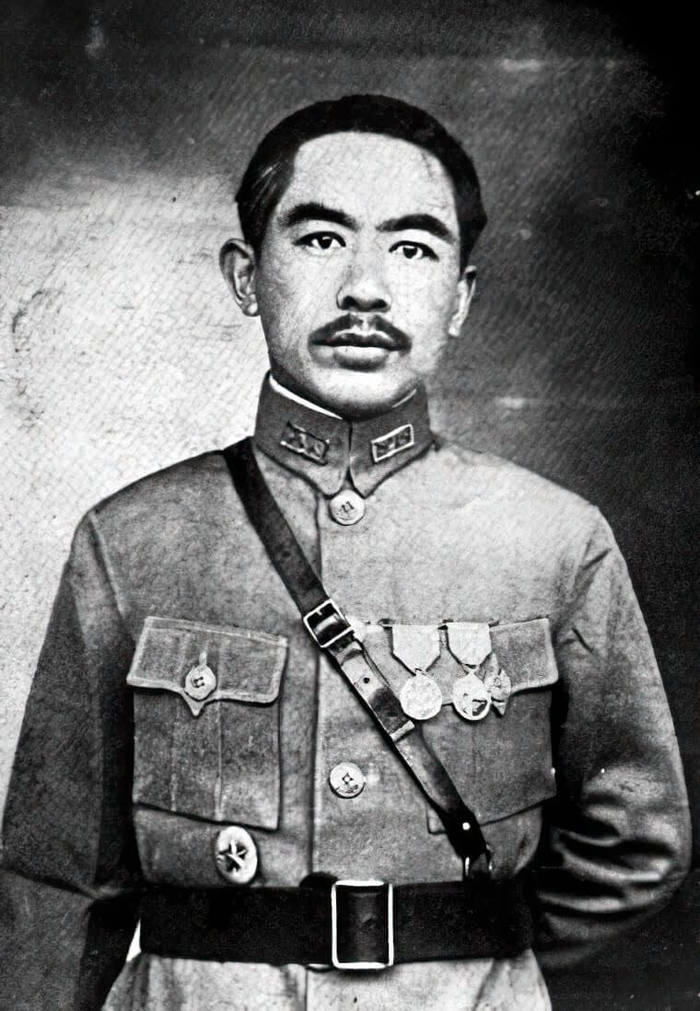
Generale Sheng Shicai (1897–1970), governatore militare della provincia dello Xinjiang (12 aprile 1933–11 settembre 1944)

Nel nord, il 24 gennaio 1934, arrivarono gli aiuti alle forze di Sheng Shicai, sotto forma di due brigate sovietiche: Altaiskaya e Tarbaghataiskaya, travestite da cosacchi russi bianchi dell'armata di volontari dell'esercito della Repubblica dell'Altaj, guidato dal Generale Volgin (soprannome del futuro Marshal Rybalko) dell'Armata Rossa nell'Invasione sovietica dello Xinjiang. L'annessione giapponese della Manciuria e le voci di un sostegno da parte delle forze Hui di Ma Zhongying erano una delle cause di preoccupazione di Iosif Stalin, mentre l'altra era la prospettiva che la ribellione dello Xinjiang potesse diffondersi alle sovietiche Repubbliche dell'Asia centrale e offrire un rifugio ai ribelli musulmani Basmachi turchi. I legami commerciali tra lo Xinjiang e l'Unione Sovietica diedero ai sovietici un'ulteriore ragione per sostenere Sheng. Il console generale sovietico appena nominato a Ürümqi, Garegin Apresov, disse apertamente a Sheng Shicai, nel maggio del 1933: "Puoi sviluppare la provincia e migliorare le condizioni di vita delle persone di diverse nazionalità, sviluppare la loro cultura, ma se permetti loro (ribelli musulmani) di creare uno Stato indipendente nel sud della provincia, convertendolo in una seconda Manciuria alla porta dell'Unione Sovietica, non saremo solo osservatori secondari, inizieremo ad agire". La prima richiesta di Sheng Shicai per un supporto militare sovietico venne fatta nell'ottobre del 1933. Nel dicembre del 1933 Sheng Shicai arrestò il colonnello russo Papengut, che era fermamente anti-sovietico, e lo giustiziò su richiesta di Apresov, sostituendolo con il "neutrale" generale Bekteev come comandante in capo di tre reggimenti russi bianchi dell'esercito provinciale dello Xinjiang, aprendo così la strada all'invasione sovietica dello Xinjiang.
Zhang Peiyuan, un generale cinese Han, che comandava le truppe cinesi Han sul fiume Ili, condusse negoziati con Ma Zhongying e progettò di unirsi a lui nell'attacco ad Ürümqi nel gennaio 1934. Inizialmente Zhang prese la strada da Tacheng a Ürümqi, ma decise di tornare a Ghulja dopo aver ricevuto un messaggio che l'Esercito di volontari dell'Altaj aveva preso la città; in realtà erano entrate le truppe sovietiche. Avvicinandosi a Ghulja fu circondato su una strada di montagna, le sue truppe furono in parte annientate, in parte fuggirono verso il passo Muzart, nella catena del Tien Shan, e attraverso lo Xinjiang meridionale giunsero ad Aksu. Zhang Peiyuan si suicidò. Ma Zhongying attaccò Ürümqi come previsto, colpendo Sheng completamente di sorpresa, essendosi segretamente avvicinato alla città dalle colline a ovest conquistando prima la stazione del telegrafo e l'aerodromo. Poi cominciò ad assediare la città, isolandola completamente dai sobborghi. Ma il fatto, che nel momento cruciale dell'assedio di Ürümqi, Ma Zhongying non ricevette l'aiuto promesso dall'esercito di Zhang Peiyuan, fu la ragione del fallimento di Ma nel catturare la città nelle prime settimane di attacco. Tuttavia la sua caduta era imminente e solo una questione di tempo senza l'intervento delle truppe sovietiche. La battaglia di Ürümqi fu decisiva per tutta la campagna di Ma Zhongying nello Xinjiang e la sua presa avrebbe portato a riconoscerlo "sovrano assoluto dello Xinjiang" da parte del governo cinese di Nanchino, come gli era stato precedentemente promesso segretamente.
Le brigate sovietiche, con il supporto aereo, dispersero le truppe di Ma Zhongying intorno a Ürümqi e le costrinsero a ritirarsi verso sud. Il 16 febbraio 1934, l'assedio di Ürümqi fu revocato, liberando Sheng, il suo esercito della Manciuria e le truppe cosacche russe, che erano state intrappolate nella città dalle forze di Ma dal 13 gennaio 1934.
Hoja-Niyaz Hajji era arrivato a Kashgar con 1.500 soldati lo stesso giorno del 13 gennaio 1934, per assumere la presidenza dell'ETR, andando contro il suo precedente accordo con Sheng. Con lui arrivò un altro preminente capo uiguro dello Xinjiang orientale (Turfan, Kumul) Mahmut Muhiti, noto come Mahmut "Sijan", cioè divisione generale, che aveva accettato di diventare ministro della Difesa nel governo ETR, accettando l'offerta del Primo Ministro Sabit Damolla. Sabit Damolla liberò, per darlo a Khoja Niyaz, il suo palazzo nella vecchia città di Kashgar, che era stato fondato nell'ex Yamen o residenza del capo dell'amministrazione cinese del Sud Xinjiang, e chiese di formare un nuovo governo. Nella sua lettera a Nanchino Khoja Niyaz spiegò la sua decisione sottolineando il fatto, che aveva accettato la decisione presa dal Congresso dei Popoli del Turkestan orientale in conformità con la sua libera volontà e scelta e che la Costituzione della Repubblica cinese del 1912 riservava il "diritto all'autodeterminazione" a cinque razze della Cina. Elencò cinque principi dell'autodisciplina della Repubblica:
1. Tutto lo Xinjiang è parte della Repubblica Turca del Turkestan, mentre tutti quelli che non vi appartengono, dovrebbero tornare da dove sono venuti.
2. Il governo e l'economia saranno diretti dalla popolazione locale.
3. Tutti i popoli oppressi, che ora vivono nel Turkestan orientale, avranno la libertà di perseguire l'educazione, il commercio e di costruire una nuova nazione.
4. Il Presidente della Repubblica, Khoja Niyaz, costituirà un governo dedicato alla felicità della gente.
5. La Repubblica con i suoi vari dipartimenti si sforzerà di raggiungere altre società di modernizzazione.

Khoja Niyaz introdusse la nuova bandiera di stato della Repubblica, chiamata "Kok Bayraq" o "Bandiera blu", che somigliava alla bandiera turca ma con lo sfondo blu invece del rosso e sostituiva la vecchia bandiera, che era bianca con mezzaluna blu, stella e Shahādah. Tuttavia, l'ETR (TIRET) si dimostrò di breve durata. Le forze Hui in ritirata dal nord, legate alle forze di Ma Zhancang a Kashgar, si allearono con il Kuomintang a Nanchino e attaccarono il TIRET, costringendo Niyaz, Sabit Damolla e il resto del governo a fuggire, il 6 febbraio 1934, a Yengi Hissar a sud della città. L'esercito Hui conquistatore uccise molti di quelli rimasti e un grande numero di traditori tra i sopravvissuti, in seguito espulsi da Kashgar, segnarono la fine effettiva del TIRET. L'esercito Hui annientò gli eserciti uiguri e kirghisi della Repubblica del Turkestan orientale nelle battaglie di Kashgar (1934), Yarkand e Yangi Hissar. Ma Zhongying distrusse efficacemente la TIRET.
Mahmut Muhiti si ritirò con il resto dell'esercito a Yarkand e Hotan, mentre Hoja Niyaz Hajji fuggì attraverso Artush a Irkeshtam sul confine sovietico/cinese, con truppe dungane alle sue spalle, che lo inseguirono fino al confine. Hoja Niyaz si rifugiò nell'Unione Sovietica, dove fu accusato di aver accettato da Sabit Damolla la posizione di primo capo della TIRET (Presidente), ma gli fu promesso un aiuto militare e "grandi prospettive per il futuro" se avesse aiutato Sheng Scicai e i sovietici "a sciogliere la TIRET".
Dopo aver firmato il documento di dimissioni e lo scioglimento della maggior parte delle sue truppe, comprese quelle di Khotan e Kirghizistan (la notifica dell'accordo concluso con l'Unione Sovietica, nei negoziati tra Hoja Niyaz e i sovietici a Irkeshtam sul confine sovietico/cinese, venne ricevuta dal gabinetto TIRET e dal primo ministro Sabit Damullah nella città di Yengi Hisar il 1º marzo 1934. Il giorno seguente venne respinto dal gabinetto TIRET in un incontro speciale, che condannò il Presidente come "traditore nazionale", disse Sabit Damulla nel corso dell'incontro: "Hoja Niyaz non è più un campione dell'Islam, è diventato uno strumento nelle mani dei russi per sottomettere il nostro paese"). Hoja Niyaz Hajji tornò nel Turkestan orientale dove fece passare Sabit e molti altri ministri della TIRET dalla parte di Sheng, che lo ricompensò con il controllo dello Xinjiang meridionale, come precedentemente promesso. Quelli che fuggirono si recarono in India e in Afghanistan.
Le forze alleate Hui del Kuomintang, sotto Ma Zhongying, furono sconfitte e Sheng consolidò il suo dominio sullo Xinjiang settentrionale con il sostegno sovietico. La sede del governo autonomo di Hoja Niyaz Hajji nel sud Xinjiang era inizialmente situata ad Aksu, ma in seguito fu sollecitato da Sheng Shicai a trasferirsi a Ürümqi per assumere la carica di vicepresidente del governo dello Xinjiang. Le sue forze ricevettero 15.000 fucili e munizioni dall'Unione Sovietica, ma ogni fucile, ogni proiettile e ogni bomba, che venne sganciata sulle truppe dungane dagli aerei sovietici, era stato acquistato con oro dall'Unione Sovietica da parte di Hoja Niyaz Hajji.
Il regime di Sheng Shicai promulgò un nuovo ordine per la provincia dello Xinjiang, che la Cina considerava la "sua porta di servizio", ma anche Stalin la considerava la "porta di servizio dell'Unione Sovietica". Questo nuovo ordine doveva essere eseguito attraverso i due programmi del nuovo governo provinciale dello Xinjiang, detti "otto punti" e "sei grandi politiche".
Gli otto punti erano:
1. Eguaglianza tra razze
2. Libertà di religione
3. Ripresa rurale immediata
4. Riforme finanziarie
5. Riforme amministrative
6. Estensione dell'istruzione
7. Realizzazione dell'autogoverno
8. Riforme giudiziarie.

Questi otto punti per lo Xinjiang erano simboleggiati da una nuova onorificenza dello Xinjiang a forma di stella a otto punte, introdotta dal governo provinciale. Tra le prime persone, a cui fu assegnata questa medaglia, fu il vicepresidente del governo dello Xinjiang Khoja Niyaz (1934-1937) e il generale di divisione, comandante in capo della sesta divisione uigura, vice capo della regione militare di Kashgar Mahmut Muhiti (1934-1937).
Le sei grandi politiche erano:
1. Anti imperialismo
2. Apparentamento con l'Unione Sovietica
3. Uguaglianza razziale e nazionale
4. Pulire il governo e lottare contro la corruzione
5. Mantenimento della pace
6. Ricostruzione e costruzione di un nuovo Xinjiang.

Queste sei grandi politiche per lo Xinjiang furono simboleggiate dall'introduzione di una nuova bandiera della provincia dello Xinjiang, che aveva una stella gialla a sei punte su sfondo rosso e fu in uso ufficiale dal 1934 al 1944.

## Proclami
Graffiti politici scritti da uiguri sulle porte della città di Khotan.

La rivoluzione è un edificio costruito con molti mattoni

Ogni mattone è un'ingiustizia

Sangue è Mortar

Ogni muro è una montagna di dolore

La base è la più importante

Da sola, deve sostenere la struttura

Il martirio è la Fondazione eccellente!

## Battaglie della guerra d'indipendenza

### Massacro Kizil
I combattenti turchi uiguri e kirghisi ruppero il loro accordo di non attaccare una colonna in ritirata di han e hui di Yarkand e massacrarono 800 civili e militari musulmani cinesi.

### Battaglia di Aksu

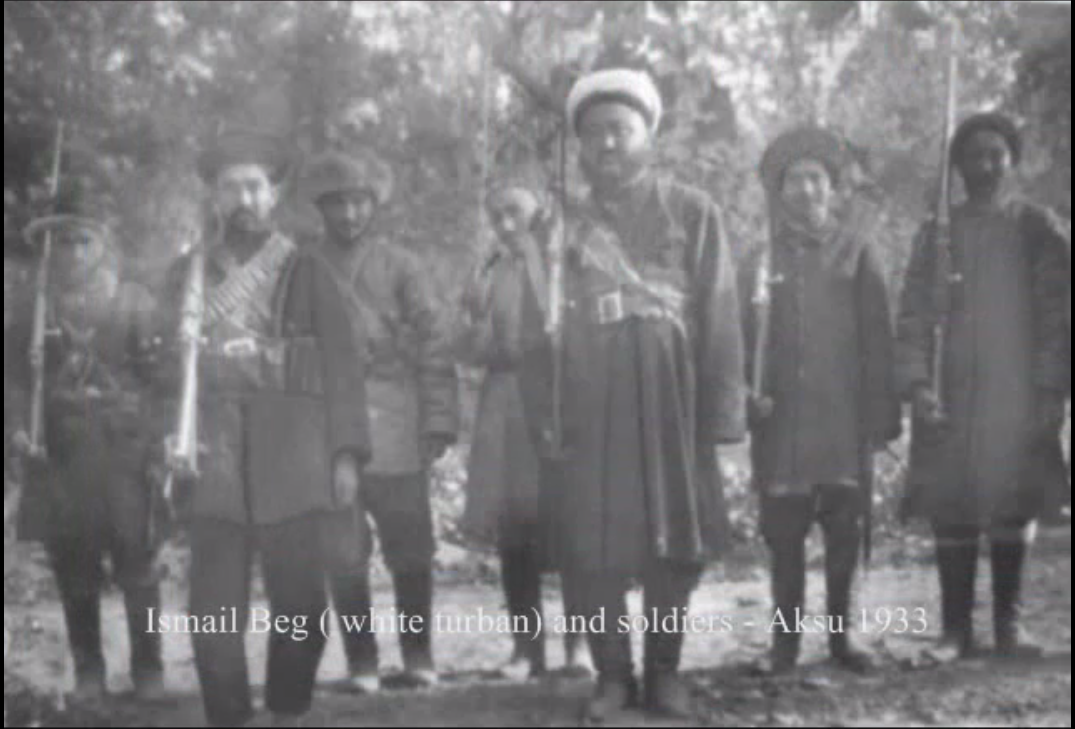
Ismail Beg prima della battaglia di Aksu

Fu una battaglia minore in cui truppe hui furono espulse dalle oasi di Aksu nello Xinjiang, dagli uiguri guidati da Isma'il Beg quando si sollevarono in rivolta.

### Battaglia di Sekes Tash
Fu una battaglia minore in cui le truppe hui del generale Ma Zhancang attaccarono e sconfissero gli eserciti uiguri e kirghisi a Sekes Tash. Vennero uccisi circa 200 soldati tra uiguri e kirghisi.

### Prima battaglia di Kashgar
Le forze uigure e kirghise, comandate dai fratelli Bughra e da Tawfiq Bay, tentarono la conquista della nuova città di Kashgar, alle truppe musulmane cinesi di Ma Zhancang, ma vennero sconfitte. Tawfiq Bey, che era un viaggiatore arabo siriano che deteneva il titolo di Sayyid (discendente del profeta Maometto), arrivò a Kashgar il 26 agosto 1933 e a settembre fu colpito allo stomaco da truppe musulmane cinesi. In precedenza, Ma Zhancang aveva disposto che il capo uiguro Timur Beg fosse ucciso e decapitato il 9 agosto 1933, mostrando poi la sua testa fuori dalla Moschea di Id Kah.
Le truppe han cinesi erano comandate da Brig, e Yang era stato inglobato nell'esercito di Ma Zhancang. Avvistarono un certo numero di ufficiali cinesi han che indossavano le uniformi verdi dell'unità di Ma Zhancang (XXXVI Divisione); presumibilmente si erano convertiti all'Islam.
Durante la battaglia i kirghisi impedirono agli uiguri di saccheggiare la città, principalmente perché volevano saccheggiarla loro. Razziarono le proprietà e iniziarono ad uccidere, anche le concubine e le spose cinesi, che erano donne di origine turca e cinese, han e hui, allo stesso tempo.

### Ulteriori sollevazioni
A Charchan, gli uiguri si rivoltarono contro le forze musulmane cinesi. Gli emiri di Khotan inviarono 100 uomini per difendere Charchan dai musulmani cinesi di Kara Shahr che controllavano Charkhlik. L'11 aprile Guma, Karghalik, Posgam e la città vecchia di Yarkand caddero nelle mani dei ribelli uiguri.

### Battaglia di Toksun
La battaglia di Toksun venne combattuta nel luglio del 1933 dopo che Khoja Niyas Hajji, un capo uiguro, disertò con le sue forze a favore di Sheng Shicai. Fu nominato da Shicai con l'accordo di essere "in carica" per tutto il sud dello Xinjiang (bacino di Tarim e Turpan). Soddisfatto di questo accordo, si diresse lontano da Ürümqi, a sud, attraverso il distretto di Dawan Ch'eng e le montagne Tengritagh e occupò Toksun nel bacino di Turfan, ma fu gravemente sconfitto dalle forze hui del generale Ma Shih-ming, che lo costrinsero a ritirarsi a Karasahr nella parte orientale della Kashgaria, dove tenne il suo quartier generale nel luglio, agosto e settembre 1933, difendendo i passi di montagna e le strade che portavano dal bacino di Turfan alla Kashgaria in un infruttuoso tentativo di fermare l'avanzata degli eserciti dungani a sud.

### Seconda battaglia di Kashgar (1934)
La XXXVI Divisione del generale Ma Fuyuan guidò un esercito hui (musulmani cinesi) per far cadere Kashgar, il 6 febbraio 1934, e attaccò gli uiguri e i kirghisi ribelli della Prima Repubblica del Turkestan orientale. Liberò un altro generale della XXXVI Divisione, Ma Zhancang, che era stato intrappolato con i suoi hui e le truppe cinesi han nella nuova città di Kashgar da uiguri e kirghisi dal 22 maggio 1933. Nel gennaio 1934 le truppe musulmane cinesi di Ma Zhancang respinsero sei attacchi uiguri lanciati da Khoja Niyaz, che arrivò in città il 13 gennaio 1934; gli attacchi falliti provocarono massicce perdite tra le forze uigure. Da 2.000 a 8.000 civili uiguri, nella città vecchia di Kashgar, furono massacrati da dungani, nel febbraio 1934, per vendicare il massacro di Kizil, dopo il ritiro delle forze uigure dalla città di Yengi Hisar. Il cinese musulmano e capo della XXXVI Divisione, Ma Zhongying, che arrivò a Kashgar il 7 aprile 1934, tenne un discorso nella moschea di Id Kah, ricordando agli uiguri di essere fedeli alla Repubblica di Cina, governo di Nanchino. In quell'occasione parecchi cittadini britannici furono uccisi dalle truppe della XXXVI Divisione. Ma Zhongying aveva praticamente distrutto la Prima repubblica del Turkestan orientale (TIRET).

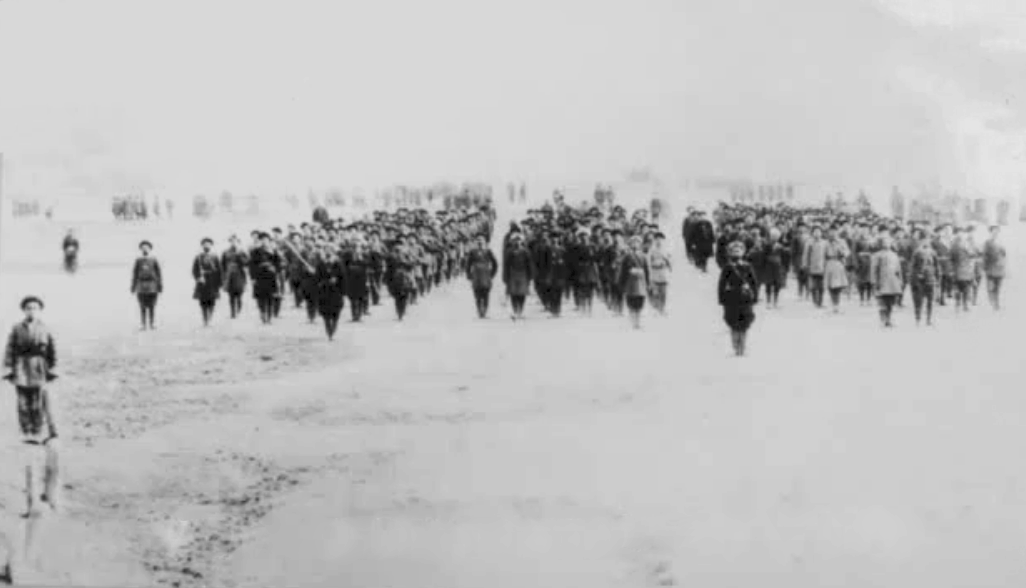
Rinforzi uiguri da Khotan marciano verso Kashgar

### Battaglia di Yangi Hissar

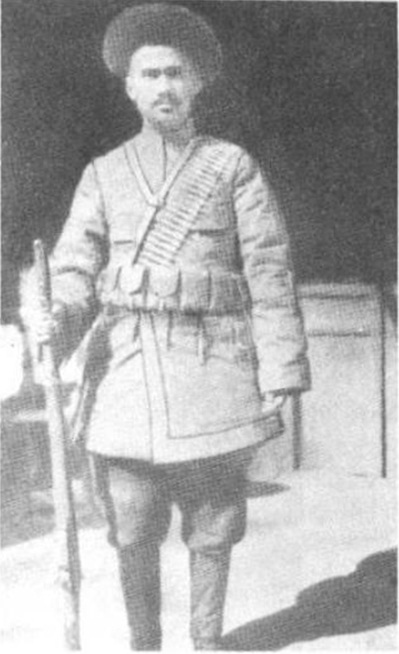
Amir Nur Ahmad Jan Bughra di Kotan (1933–1934)

Ma Zhancang guidò la XXXVI Divisione ad attaccare le forze uiguri a Yangi Hissar, spazzando via l'intera forza e uccidendo il loro capo, l'Emiro Nur Ahmad Jan Bughra. L'assedio della cittadella di Yangi Hissar continuò per circa una settimana, durante la quale i 500 difensori uiguri, armati solo di fucili, ferirono parecchie centinaia di uomini delle forze dungane più pesantemente armate con cannoni e mitragliatrici. Ridottesi le munizioni, i difensori uiguri impiegarono tronchi d'albero, pietre di grandi dimensioni e bombe incendiarie a olio per difendere la cittadella. Il 16 aprile 1934, i dungani riuscirono a violare le mura della cittadella con successo colpendo tutti i sopravvissuti a fil di spada. Ahmad Kamal, nel suo libro "Terra senza risate" a pagina 130-131, disse che la testa di Nur Ahmad Jan venne mozzata, dalle truppe musulmane cinesi, e inviata alla locale piazza d'armi per essere usata come palla per il gioco del calcio.

### Battaglia di Yarkand

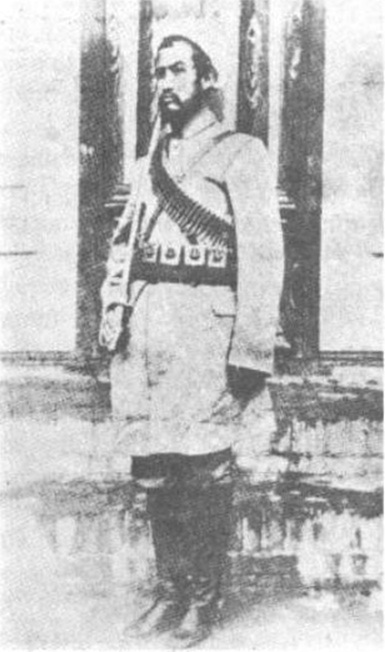
Amir Abdullah Bughra di Kotan (1933–1934)

Le truppe musulmane cinesi di Ma Zhancang e Ma Fuyuan sconfissero i volontari uiguri e afghani mandati dal re afgano Mohammed Zahir Shah e li sterminarono tutti. L'emiro Abdullah Bughra fu ucciso e decapitato, e la sua testa esposta nella moschea di Id Kah.

### Rivolta di Charkhlik
La XXXVI Divisione del generale Ma Hushan, nel 1935, represse una rivolta di uiguri nell'oasi Charkliq. Vennero giustiziati più di 100 uiguri e la famiglia del capo uiguro fu presa in ostaggio.

### Incorporazione
Alla fine dell'estate del 1949, l'Esercito popolare di liberazione entrò nel Corridoio Hexi nella provincia del Gansu e si diresse verso lo Xinjiang. A quel tempo, lo Xinjiang era governato da un governo di coalizione con sede a Dihua (ora Ürümqi), che comprendeva Nazionalisti cinesi (KMT) e rappresentanti dell'ex Seconda Repubblica del Turkestan orientale (ETR), un regime fondato con il sostegno dell'Unione Sovietica nei Tre distretti nello Xinjiang nordoccidentale durante la Ribellione Ili del 1944 e poi sciolto nel 1946. Sotto il governo di coalizione che governava lo Xinjiang dal 1946 al 1949, il KMT controllava la maggior parte della provincia e i leader dell'ex ETR mantenevano l'autonomia nei Tre Distretti. Nell'autunno del 1949, i comunisti cinesi raggiunsero accordi separati con la direzione politica del KMT e dei Tre Distretti.
Il 19 agosto 1949 Mao Zedong, il leader dei comunisti cinesi, telegrafò ai capi dei Tre Distretti, invitandoli a partecipare alla Conferenza inaugurale Conferenza consultiva politica del popolo cinese che si sarebbe tenuta a Pechino. Il 22 agosto cinque capi dei Tre Distretti, Ehmetjan Qasimi, Abdulkerim Abbas, Ishaq Beg Munonov, Luo Zhi e Delilhan Sugurbayev salirono su un aereo ad Almaty e si diressero verso Chita, ma si disse che fossero morti in un misterioso incidente aereo vicino al lago Bajkal. Il 3 settembre, altri tre ex capi ETR, compreso Saifuddin Azizi, arrivarono a Pechino in treno. Azizi apprese la notizia del disastro aereo dall'ambasciatore sovietico e informò il negoziatore della RPC Deng Liqun, ma le morti non vennero annunciate pubblicamente. Azizi e gli altri rappresentanti dei Tre Distretti acconsentirono ad unirsi alla Repubblica popolare cinese, che fu fondata il 1º ottobre. La morte degli altri ex leader ETR non fu annunciata fino a dicembre dopo che il PLA aveva preso il controllo dello Xinjiang settentrionale e aveva riorganizzato le forze militari dei Tre Distretti.
L'acquisizione dello Xinjiang da parte dei comunisti cinesi venne totalmente raggiunta attraverso accordi politici. Il PLA entrò nello Xinjiang nell'ottobre 1949 e controllò la maggior parte della regione entro la primavera del 1950. Tra i principali attori militari nello Xinjiang, solo Yulbars Khan, un lealista del KMT e Osman Batur, un ex comandante ETR diventato poi un sostenitore del KMT, combatterono contro i comunisti cinesi.
L'unica resistenza organizzata che il PLA incontrò fu quella delle milizie kazake di Osman Batur e delle truppe bianche e hui di Yulbars Khan che servirono la Repubblica di Cina. Batur impegnò la sua fedeltà al KMT e fu ucciso nel 1951. Yulbars Khan combatté le forze del PLA nella Battaglia di Yiwu, ma quando fu abbandonato, fuggì attraverso il Tibet, sfuggendo alle forze del Dalai Lama che lo molestarono, riparando a Taiwan attraverso l'India per unirsi al regime della Repubblica di Cina. Il 1º ottobre 1955 fu istituita la Regione Autonoma Uigura dello Xinjiang della RPC, in sostituzione della provincia dello Xinjiang (1884-1955).